# Али ибн Аби Талиб
Али ибн Аби Талиб (на арабски: علي بن أبي طالب), понякога изписван Али ибн Абу Талиб и Али бин Талеб, е сахаби и ислямски водач.
Братовчед е на пророка Мохамед и, женейки се за дъщеря му ал-Саида Фатима, той става негов зет. 
За сунитите Али е 4-тият и предпоследен от праведните халифи. За шиитите Али е първият имам и първият законен наследник (халиф) на Пророка.
Али е роден в Мека около 599 г. Според шиитите е роден в Каабата - най-святото място за мюсюлманите, докато сунитите оспорват това твърдение. Баща му Абу Талиб е член на рода Бану Хашим на арабското племе кураиши и чичо на Мохамед. Той приема в дома си осиротелия Мохамед и го отглежда заедно с Али като братя. Приема исляма на около 9-10-годишна възраст, което го прави първото момче приело исляма.
Шиитите и някои сунити вярват, че Али е първият, повярвал на Мохамед и приел исляма. Освен него в спора за първенството е посочван Абу Бакр.
Спорът кой трябва да е наследник на Мохамед и водач на мюсюлманите е причина за разделението на сунити и шиити. Според сунитите законният наследник е Абу Бакр, който е и първият правоверен халиф, докато за шиитите законният наследник е Али, докато Абу Бакр е само узурпатор.

## Галерия
- Зияратът (гроба) на имам Али в едноименната джамия в Наджаф,Ирак

- Шиитска калиграфия,символизираща Али като Божия лъв-Асадуллах

- Али в ислямската калиграфия